# Johann Georg Hoffinger

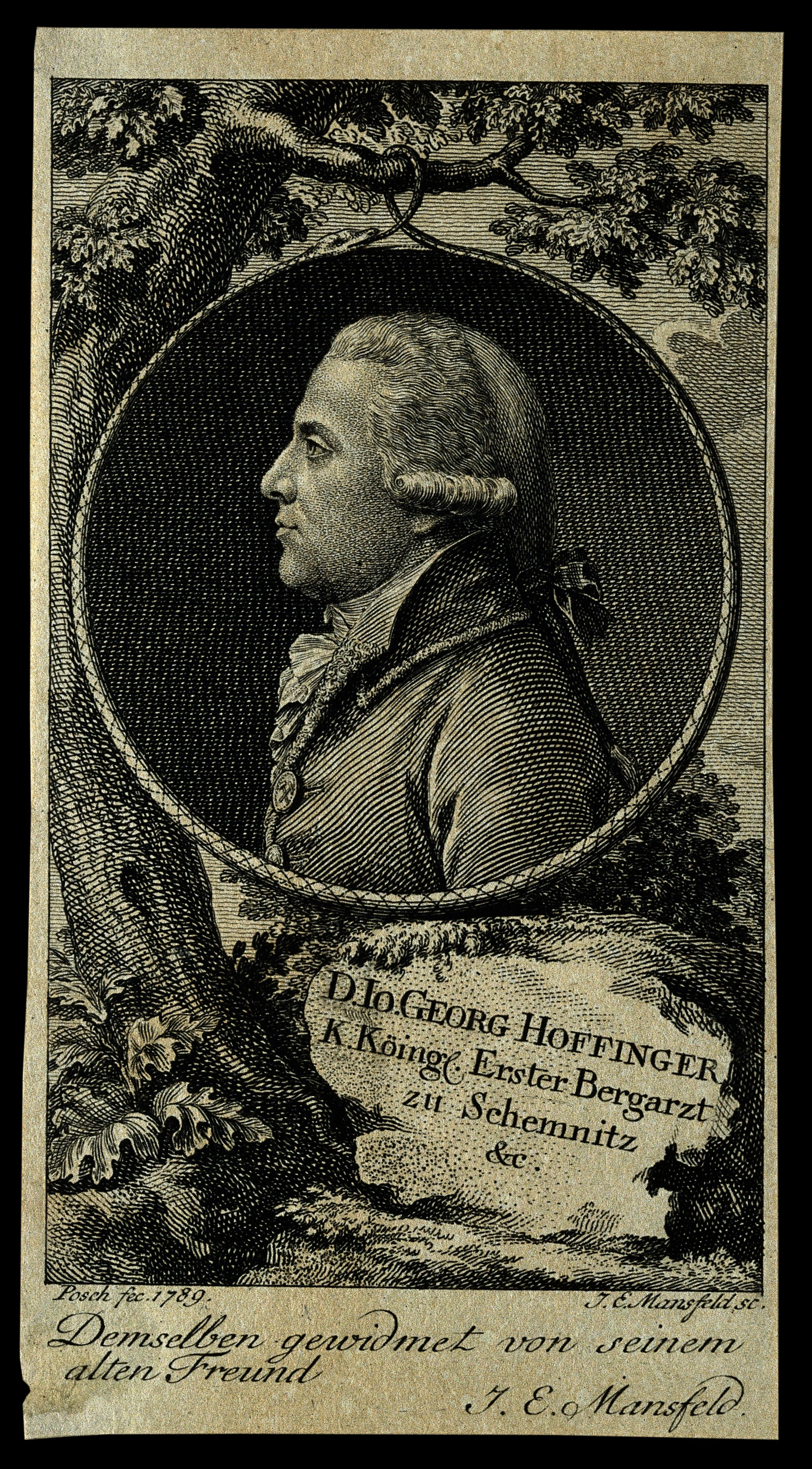
Johann Georg Hoffinger

Johann Georg Hoffinger (* 9. Juli 1756 in Kronstadt; † 1792 in Wien) war ein Siebenbürger Arzt und Mitglied der „Leopoldina“.

## Leben
Johann Georg Hoffinger war der Sohn des Arztes Johann Michael Hoffinger, der im Jahr 1756 in Kronstadt während der Bekämpfung der Pest selber an der Pest verstarb. Seine Mutter war Johanna Hoffinger, die Tochter des Reichsritters von Füllenbaum. Johann Georg Hoffinger verlor seinen Vater, als er gerade einmal 14 Tage alt war. Johann Georg Hoffinger studierte Medizin in Wien. Hier wurde er im Jahr 1780 mit einer Arbeit „de volatica“ zum Doktor der Medizin promoviert. Er wurde anschließend Bergphysikus in Kleinschlatten und danach Kameralphysikus im Banat. Ab 1783 war er im ungarischen Schemnitz als Kameralphysicus tätig. Im Jahr 1785 führte er zu Gunsten der dortigen Bergarbeiter das Bouquoy'sche Armeninstitut ein. Er studierte die Krankheiten der Arbeiter, die in der Montanarbeit begründeten Krankheitsfälle und beschäftigte sich vor allem mit einer bis dahin für unheilbar gehaltenen Kachexie bei den Arbeitern.
Unter der Nr. 911 wurde er im Jahr 1790 unter dem Beinamen PHILOMUSUS IV. zum Mitglied der „Leopoldina“ gewählt.
Er war verheiratet mit Katharina Edle von Hölzl, Tochter des k k. Hofrates und Cabinet-Sekretärs der Kaiserin Maria Theresia. Johann Georg Hoffinger verstarb im Jahr 1792 in Wien.

## Werke
- Dissertatio inauguralis medico–practica de volatica sau erysepelate erratico, Wien, Typ. Matthias Andreas Schmidt, Universitatis Typographus 1780, 37 Seiten[3]
- Sendschreiben an Herrn J. G. Wulstein über den Gebrauch des Tabaks (Schemnitz 1790)
- Sendschreiben über den Einfluss der Anquickung der gold- und silberhaltigen Erze auf die Gesundheit der Arbeiter (Wien 1790)
- Vermischte medizinische Schriften, Bd. 1 (Wien 1791)